# Samuel Whittemore Boggs
Pour les articles homonymes, voir Whittemore et Boggs.
Samuel Whittemore Boggs (1889-1954) est un géographe américain, reconnu comme étant un expert des frontières internationales ainsi que dans le domaine de la cartographie.

## Biographie
Samuel Boggs est né le 3 mars 1889 au Kansas. Il est diplômé du collège Berea au Kentucky en 1909. En 1914 il se rend à New York où il occupe différents postes dans le domaine de la cartographie.
Il est nommé chef de la division des cartes du département d'État des États-Unis en 1924. En 1945 il publie ses recherches concernant l'hémisphère continental, où il indique que le centre de cet hémisphère qui contient le plus de terre émergées se trouve dans la région de Nantes.
Au moment de sa mort en 1954 il était reconnu comme un expert mondial des frontières internationales et dans le domaine de l'édition et du catalogage de cartographie,.
Il meurt le 14 septembre 1954 et est enterré à Westhampton dans le Massachusetts.